# II bitwa w Szampanii
II bitwa w Szampanii – jedna z bitew I wojny światowej stoczona na froncie zachodnim w dniach 25 września – 6 listopada 1915 roku.

## Przebieg
W dniu 25 września 1915 roku armia francuska ruszyła z ofensywą na umocnienia niemieckie. Sześć dywizji niemieckich utrzymywało linię obronną. Obserwatorzy francuskiej artylerii korzystali z dobrej pogody, ale w nocy z 24 na 25 września zaczął padać ulewny deszcz, który padał do południa. Pozycję niemieckiego frontu złamano w czterech miejscach.
Kolejnego dnia poległo około 2000 niemieckich żołnierzy, a Francuzi zbliżyli się, ale niemiecki kontratak następnego dnia odbił grunt, z którego większość znajdowała się na przeciwległym zboczu, co pozbawiło francuską artylerię obserwacji naziemnych; Joffre zawiesił ofensywę aż do momentu dostarczenia większej ilości amunicji i nakazał zniesienie zdobytej ziemi i wycofanie oddziałów kawalerii. Mniejsze francuskie ataki na niemieckie ataki trwały od 30 września do 5 października.
3 października Joffre zrezygnował z próby przełomu w Szampanii, nakazał miejscowym dowódcom walczyć w walce o wyczerpanie, a następnie zakończył ofensywę 6 listopada. Ofensywa w Szampanii przekroczyła linię francuską na około cztery kilometry kosztem ok.  100 000 ofiar francuskich i brytyjskich oraz 75 tysiącom strat niemieckich. 
Bitwa ta okazała się porażką Francji, straty armii Petaina i Joffre'a nie przeniosły się na zdobytą przewagę w wojnie. 